# Сарапулка (Березовський міський округ)
Сарапу́лка (рос. Сарапулка) — селище у складі Березовського міського округу Свердловської області.
Населення — 1037 осіб 2010, 900 у 2002).
До 12 липня 2004 року селище мало статус селища міського типу.